# 本楯郵便局
本楯郵便局（もとだてゆうびんきょく）は、山形県酒田市にある郵便局。地名・付近の駅名の読みは「もとたて」であるが、当局名は「もとだて」である。
かつては郵便区番号「999-81」の配達を受け持つ集配郵便局であったが、現在は酒田郵便局に移管され無集配郵便局となっている。

## 所在地
〒999-8134 山形県酒田市本楯前田24

## 沿革
- 1876年（明治9年）5月 - 五等郵便局の本楯ノ内新田目郵便局として開局[1]。
- 1878年（明治11年）4月 - 本楯郵便局に改称[1]。
- 1885年（明治18年）10月1日 - 貯金預所設置[2]。
- 1886年（明治19年）4月15日 - 貯金預所廃止[3]。
- 1889年（明治22年）3月31日 - 廃止[4]。
- 1902年（明治35年）3月10日 - 羽後国飽海郡本楯村大字本楯に本楯郵便受取所として開局、郵便貯金事務も取扱う[5]。
- 1904年（明治37年）12月16日 - 羽後国飽海郡北平田村大字漆曾根に漆曾根郵便受取所設置[6]。
- 1905年（明治38年）4月1日 - 郵便受取所から三等郵便局に変更、本楯郵便局、漆曾根郵便局となる[7]。
- 1909年（明治42年）11月6日 - 電信および電話通話事務開始[8]。
- 1922年（大正11年）3月11日 - 集配事務開始[9]。
- 1932年（昭和7年）8月26日 - 電話事務開始[10]。
- 1933年（昭和8年）
  - 3月31日 - 電話交換業務開始[11]。
  - 4月1日 - 漆曾根郵便局が北平田郵便局に改称[12]。
- 1937年（昭和12年）4月1日 - 集配区内に上田郵便取扱所設置[13]。
- 1940年（昭和15年）12月1日 - 上田郵便取扱所を上田郵便局（三等、無集配）に改定[14]。
- 1973年（昭和48年）3月23日 - 電気通信業務廃止、酒田電報電話局に移管[15]。
- 1980年（昭和55年）11月15日 - 風景入通信日附印使用開始[16]。
- 2006年（平成18年）10月2日 - 集配業務を酒田郵便局へ移管、無集配局となる。